# Hinterrhein

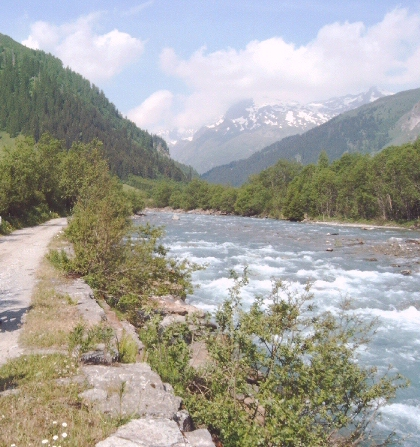
Hinterrhein

Hinterrhein är en av Rhens källfloder. Den möter Vorderrhein 10 kilometer väster om Chur i Schweiz.